# BANZARE-Gletscher
Der BANZARE-Gletscher ist ein Gletscher an der Knox-Küste des ostantarktischen Wilkesland. Er mündet westlich des Brooks Point in die Vincennes Bay
Das Antarctic Names Committee of Australia benannte ihn 2010 nach dem Akronym für die British Australian and New Zealand Antarctic Research Expedition (1929–1931) unter der Leitung des australischen Polarforschers Douglas Mawson.